# Palatul Mór Lőwy
Palatul Mór Lőwy, cunoscut și sub numele de Casa Wilhelm, este un imobil istoric situat pe Bulevardul 3 August 1919, nr. 19, în cartierul Fabric din Timișoara.
Face parte din Situl urban „Fabric” (II), monument istoric cod LMI TM-II-s-B-06097.

## Istorie
Clădirea a fost construită sub planurile arhitectului Karl Hart, primind autorizația de construcție la data de 25 aprilie 1897 și fiind finalizată la data 28 ianuarie 1898.
Potrivit unui registru comercial german de adrese din perioada 1867-1881, se constată că Mór (Moritz) Lőwy îndeplinea funcția de negustor de materiale textile en gros în Pesta. În lucrarea sa intitulată "Pe urmele Timișoarei evreiești. Mai mult decât un ghid", publicată în 2019, Getta Neumann face o mențiune relevantă în legătură cu Mór (Moritz) Lőwy. Este posibil ca acesta să fi fost prim-rabinul și istoricul Mór Lőwy, cunoscut pentru activitatea sa desfășurată în sinagoga din Cetate, precum și în sinagogile din Fabric și Iosefin.

## Descriere
Imobilul este realizat în stil eclectic istoricist cu elemente clasiciste și neobaroce.
Un aspect deosebit al acestei clădiri constă în faptul că, în stânga porții de acces, se remarcă încă prezența plăcuței care indică numele străzii și numărul casei, din perioada administrației autro-ungare: Andrássy ut. 10.